# 岩田明久
岩田 明久（いわた あきひさ） は、日本の水産学者。学位は、博士（水産学）（東京水産大学・1994年）。京都大学名誉教授。日本魚類学会賞受賞。

## 人物・経歴
1978年東京水産大学水産学部水産学科増殖学専攻卒業。1981年愛媛大学大学院理学研究科修了、理学修士。1984年北海道大学大学院水産学研究科水産増殖学専攻退学。1994年東京水産大学より博士（水産学）の学位を取得。
京都大学大学院アジア・アフリカ地域研究研究科助教授を経て、2007年京都大学大学院アジア・アフリカ地域研究研究科准教授。
2010年京都大学大学院アジア・アフリカ地域研究研究科教授。琵琶湖・淀川水系のアユモドキの保全生態学的研究で、2017年度日本魚類学会賞（論文賞）を受賞。2020年定年退職、京都大学名誉教授。